# Menstruationspsykos

Diagram över hormonförändringar under menstruationscykeln.

Menstruationspsykos är en icke vedertagen diagnos på en psykos som uppträder cykliskt vid menstruationscykeln, vars varaktighet är kort men månatligt återkommande. Mellan psykoserna är personen frisk. Menstruationspsykos har omväxlande betraktats som en extrem variant av PMS och som en cykloid psykos.
Psykiska besvär vid menstruationer har beskrivits under en längre tid, och framför allt gällt depressioner som kan uppkomma före menstruationen (premenstruell dysforisk störning). Från 1914 kunde psykosers utbrott hos kvinnor ställas i relation till fertiliteten, huruvida psykosen uppkom före, under eller efter fertil ålder. Beteckningen "menstruationspsykos" användes första gången 1902 av Richard von Krafft-Ebing i dennes bok Psychosis Menstrualis. Diagnosen har då omsänder diskuterats, men aldrig tagits med i standardiserade diagnosmanualer, kända fall har som regel diagnostiserats med manodepressiv sjukdom med psykotiska inslag. 
Menstruationspsykoser kan uppkomma före, under eller efter menstruationen. Psykosernas allvar varierar under personernas liv, och är som regel värst vid menarche och efter förlossning. Under psykosen kan personen erfara positiva och negativa psykotiska symtom, med förvirring, stupor, mani, mutism, hallucinationer och vanföreställningar. Tillståndet är mycket kortvarigt, och mellan episoderna kan personen betraktas som fullt psykiskt frisk. I så måtto kan tillståndet betecknas som en akut psykos. Till skillnad från en akut psykos återkommer dock psykosen med ständiga recidiv under samma fas under menstruationscykeln. Det förekommer olika varianter av menstruationspsykoser, beroende på när i menstruationscykeln som den bryter ut.
Premenstruell psykos inträffar någon dag före menstruationen och slutar abrupt när menstruationen börjar. Detta är den menstruationspsykos som oftast beskrivs, och vilken av dem som förfäktar diagnosen antas bero på hypoöstrogenism. Det förekommer beskrivningar av kvinnor med premenstruell psykos som under den sjuka fasen varit pyromaner och kleptomaner, men det är osäkert om dessa fall kan klassas som menstruationspsykoser.
Katameniell psykos kallas psykoser som bryter ut under menstruationen och som slutar någon dag senare när menstruationsblödningen upphör. Endast ett fåtal fall har beskrivits under historien, vilka möjligen kan klassas som katameniella psykoser.
Paramenstruell psykos är psykoser som cykliskt återkommer under andra faser av cykeln än de beskriva ovan. Det finns individuella skillnader när psykosen uppkommer, men för individen är det alltid samma tid i cykeln. Det är mycket ovanligt att psykoserna uppkommer vid ägglossningen. Dessutom kan det finnas bipolära kvinnor vilkas symtom varierar under menstruationscykeln.
Kvinnor med menstruationspsykoser kan behandlas med progesteron, tyreoideahormoner, östrogen eller testosteron; det finns beskrivningar av lyckade och misslyckade behandlingar med samtliga sådana hormonbehandlingar. Flera kvinnor mår bättre under graviditet.
För kvinnor med schizofreni kan symtomens allvarlighetsgrad korrelera med menstruationscykeln, vilket inte definieras som menstruaitonspsykos så vida personen fortfar vara schizofren under hela cykeln.  Detsamma gäller andra psykossjukdomar, vilka för kvinnor kan variera i svårighetsgrad under menstruationscykeln. För att definieras som en menstruationspsykos måste personen gå i remission mellan perioderna.